# 3678 Mongmanwai
3678 Mongmanwai (1966 BO) là một tiểu hành tinh vành đai chính được phát hiện ngày 20 tháng 1 năm 1966 bởi Đài thiên văn Tử Kim Sơn ở Nanking.